# Les Derniers Hommes éléphants
Pour plus de détails, voir Fiche technique et Distribution.
Les Derniers Hommes éléphants (Last of the Elephant Men) est un documentaire de 86 minutes canado-français réalisé par Daniel Ferguson et Arnaud Bouquet, sorti en 2015.

## Synopsis
Ce film raconte comment le mode de vie et les traditions des Bunongs au Cambodge, un peuple qui vit en harmonie avec les éléphants, sont aujourd'hui menacés de disparition du fait de l'exploitation de leurs terres par des compagnies de caoutchouc et de la difficulté pour les anciens de transmettre leur culture aux plus jeunes.
Le documentaire cherche à montrer comment, en déboisant les forêts, ces entreprises chassent les éléphants et détruisent le lien fragile qui unit les habitants de la région à ces animaux, lien sur lequel s'est construite toute la culture ancestrale bunong.
À travers l'histoire singulière de ce peuple, le film développe des pistes de réflexion plus universelles sur la préservation de la mémoire et de l'héritage collectif, sur la protection de la nature, ou encore sur la survie de certains peuples face au système capitaliste.

## Fiche technique
- Titre : Les Derniers Hommes éléphants
- Titre international : Last of the Elephant Men
- Réalisation : Daniel Ferguson, Arnaud Bouquet
- Recherche et scénario : Daniel Ferguson
- Recherche additionnelle : Arnaud Bouquet, Marc Eberle, George Jefferies
- Direction de la photographie : Arnaud Bouquet
- Deuxième équipe et images additionnelles : George Jefferies
- Prise de son : Marc Philippe Desaulniers, Sok Ny
- Montage : Elric Robichon
- Musique originale : Sylvain Moreau
- Montage et conception sonore : Benoît Dame, Catherine Van Der Donckt
- Mix : Philippe Attié
- Étalonnage et montage en ligne : Philippe Carbonneau
- Production exécutive : Nathalie Barton
- Producteurs : Ian Oliveri, Ian Quenneville, Laurent Mini, Karim Samaï
- Sociétés de production : 
  -  InformAction Films
  -  La Compagnie des Taxi-Brousse
- Distribution : Filmoption International
- Avec la participation de : La SODEC (société de développement des entreprises culturelles, programme Jeunes créateurs - Québec), Fonds documentaire Rogers, Québec (Crédit d'impôt cinéma et télévision - SODEC), Le CNC (Centre national de la cinématographie et de l'image animée), Canada (Crédit d'impôt pour la production cinématographique ou magnétoscopique canadienne)
- En collaboration avec : France Télévisions (France 5), TV5 Québec Canada
- Pays d'origine :  France,  Canada et  Cambodge
- Langue : pnong (sous-titres : anglais, français)
- Format : Couleur, HD, mix 5.1
- Durée : 86 min.
- Genre : documentaire
- Dates de sortie :
  -  République tchèque : 4 mars 2015
  -  Canada : novembre 2014 (Rencontres internationales du documentaire de Montréal), 1er mai 2015 (sortie Québec)
  -  Cambodge : novembre 2015 (Festival international du film de Phnom Penh)

## Réception critique
D'une façon générale le film a reçu un bon accueil auprès des critiques. Le journal La Presse, trouve dans la qualité esthétique du film (« les toutes premières images du film (...) sont prenantes. La musique piquée d'accents langoureux de violoncelle, traduisant la plainte, le mal de l'âme traversant toute l'œuvre ») un moyen d'immerger le spectateur dans le documentaire, qui en ressort « éduqué » et « indigné ». Pour le site MédiaFilm, le documentaire porte un « Regard sensible et poétique sur les forces qui menacent l'homme et son environnement » et « s'impose par son portrait sensible d'un monde fragile, sur le point de disparaître. » Le journal Le Devoir note aussi qu'à « travers le combat du peuple bunong pour la préservation de sa culture, s'esquisse une émouvante réflexion sur l'avenir de notre planète ».

## Distinctions
- En compétition - RIDM 2014 - Rencontres internationales du documentaire de Montréal[5]
- Sélection officielle - Festival international canadien du documentaire Hot Docs 2015[6]
- En compétition - One World 2015 - International Human Rights Documentary Film Festival[7]
- Sélection officielle - KLEFF 2015 - Kuala Lumpur Eco Film Festival[8]
- Sélection officielle - The KOMAS FFF 2015 - FreedomFilmFest in Malaysia (en)[9]
- GAGNANT - Prix Écran canadiens - Meilleure direction photographique pour un film documentaire - Toronto 2016
- Finaliste  - Prix Écrans Canadiens - Meilleur film documentaire et Meilleur montage pour un film documentaire - Toronto 2016
- Finaliste - International Green Film Award - Cinema for Peace - Berlin 2016
- PRIMÉ - Big Sky documentary film festival - Meilleur long-métrage documentaire - Missoula USA 2016
- PRIMÉ - DOCSDF - Meilleur long-métrage documentaire de la section portrait - Mexico 2015
- PRIMÉ - FICMA - Meilleur long-métrage documentaire - Barcelone 2015
- PRIMÉ - Jeevika Documentary Festival - Meilleur long-métrage documentaire - Meilleur montage - New Delhi 2015
- En compétition - Atlanta Film Festival - USA 2016
- Sélection officielle -  RIFF - Reykjavik 2015
- Sélection officielle - Cork Film Festival - Cork 2015
- Sélection officielle - Festival International du Documentaire en Cévennes - France, Lasalle 2016
- Sélection officielle - Cambodian International Film Festival - Phnom Penh 2015
- Sélection officielle - Planète Honnête - France 2015
- Sélection officielle - Southeast Asian Documentary Film Festival - University of Oxford 2016